# Eopenthes perkinsi
Eopenthes perkinsi är en skalbaggsart som beskrevs av Sharp 1908. Eopenthes perkinsi ingår i släktet Eopenthes och familjen knäppare. Inga underarter finns listade i Catalogue of Life.